# Madalavadi, Chamarajanagar
Madalavadi là một làng thuộc tehsil Chamarajanagar, huyện Chamarajanagar, bang Karnataka, Ấn Độ.